# Kostel I (Znojmo-Hradiště)
Kostel č. I ve Znojmě-Hradišti je podle jeho objevitele archeologa Bohuslava Klímy mladšího zaniklý kamenný jednolodní kostelík, vybudovaný na zdejším velkomoravském výšinném hradišti (Znojmo-Hradiště, jinak též Hradiště sv. Hypolita) někdy v 9. století.

## Objev
V letech 1996-1999 byly při archeologickém výzkumu velkomoravského výšinného hradiště ve Znojmě (dnes místní část Znojmo-Hradiště, dříve Hradiště sv. Hypolita) odhaleny skromné pozůstatky kamenné stavby, kterou vedoucí výzkumu, brněnský archeolog Bohuslav Klíma mladší, interpretoval jako kamenný kostelík velkomoravského stáří.

## Poloha a popis
Nález byl učiněn v západní části vnitřního hradu na jeho nejvyšším místě, v těsné blízkosti hradby a předpokládané vstupní brány. Dnes se prostor nachází v areálu bývalého hospodářského zázemí proboštství Křižovníků s červenou hvězdou, později státního statku. Z celé stavby se dochovaly jen skromné zbytky základového zdiva, někde doplněné negativním otiskem v podobě mírně zasekané rýhy do podložní skály. Nálezová situace byla značně komplikována faktem, že podložní skála zde místy vystupuje až k samotnému povrchu, takže půdní pokryv je zde velmi slabý. Část údajných základů navíc překryla stavba novověké stodoly. Zbylý prostor byl v posledních desetiletích intenzivně využíván jako dvůr zemědělského podniku.
Během výzkumu bylo objeveno několik dochovaných úseků zdiva, sestávajícího z různě velkých kamenných bloků na silně zvětralé vápenné maltě o maximální výšce 36 cm a několika izolovaných kamenů na zbytcích malty, případně menší kry malty na podložní skále. Na základě nálezů rekonstruoval a popsal B. Klíma původní půdorys jako stavbu s jednou podélnou lodí, s delší osou přibližně ve směru západ – východ. Vnitřní rozměry lodi udal 7,75 x 5,90 metrů. Na loď navazoval téměř čtvercový presbytář o rozměru 3,9 x 3,4 metru. Síla zdiva se pohybovala kolem 80 cm.
Na základě nálezové situace, kdy na západní stěnu lodi navazovala s mírným odskokem další zeď. Bohuslav Klíma dovodil, že kostel vznikl ve dvou fázích, přičemž ve druhé z nich byla k lodi přistavěna předsíň o blíže neurčitelné délce, neboť předpokládaná západní stěna této předsíně se nalézala mimo prozkoumanou plochu.

## Hroby
V těsném sousedství základů kostela, uvnitř předsíně, byly objeveny dva dětské hroby v mělkých hrobových jámách. Oba byly vybaveny milodary typickými pro 9. století (nádoba, bronzová náušnice, korály), přičemž jeden z nich (s málo často severojižní orientací) přísně respektoval západní stěnu lodi. 

## Interpretace
Především na základě dvou hrobů nalezených v těsné blízkosti kostela datoval Bohuslav Klíma jeho výstavbu do 9. století. Na základě rozboru jeho stavební dispozice (téměř čtvercové kněžiště) a srovnání s dalšími velkomoravskými kostely (tzv. kostel č. II z Mikulčic, kostel v Modré u Velehradu) jej objevitel zařadil do první poloviny 9. století, tj. ještě před příchod cyrilometodějské misie. Jeho vznik spojuje s působením pasovského biskupství a kláštera v St. Pölten (česky Svatý Hypolit), odkud zřejmě dostalo znojemské hradiště i své jméno. Zánik kostela je možné spojovat s vyvrácením hradiště Maďary někdy v polovině 10. století.

## Zasvěcení
Na základě přesně změřené orientace podélné osy tzv. kostela č. I na Hradišti (která by měla směřovat k místu východu slunce v den založení kostela) dospěl moravský historik Lubomír E. Havlík k názoru, že kostel mohl být založen v den svátku sv. Hypolita (2. prosince) a tudíž byl dle něj zasvěcen sv. Hypolitovi. Tomuto světci je zasvěcen dodnes stojící chrám v centrální části Hradiště, na nějž bylo patrocinium podle Havlíka přeneseno po zániku tzv. kostela č. I.

## Námitky
Klímova interpretace nalezených pozůstatků, která byla oficiálně představena a publikována v roce 1999, nebyla akademickou obcí obecně přijata. Hlavní námitky směřují proti neprůkaznosti jen špatně a torzovitě dochovaných pozůstatků a proti absenci většího množství hrobů, které podle dnes přijímaných názorů velkomoravské církevní stavby zpravidla doprovázejí.